# 荘恵王
荘恵王（そうけいおう、または松、? - 紀元前1057年）は、第2代箕子朝鮮王。王在位期間は、紀元前1082年 - 紀元前1057年。諡は荘恵王。諱は松。王位は敬孝王（詢）が継承。